# 勒索莱
勒索莱（法語：Le Soler，法語發音：[lə sɔle] ⓘ）是法国东比利牛斯省的一个市镇，属于佩皮尼昂区。

## 地理
勒索莱（42°40'55"N, 2°47'36"E）面积10.35 平方千米，位于法国奧克西塔尼大區东比利牛斯省，该省份为法国大陆部分最南部的省份，涵盖了北加泰罗尼亚，北起奥德省，西接阿列日省和安道尔，南与西班牙接壤，东临地中海。
与勒索莱接壤的市镇（或旧市镇、城区）包括：佩济亚拉里维耶尔、里维耶尔新城、巴奥、图卢日、蒂尔、圣费利于达瓦伊、佩皮尼昂。
勒索莱的时区为UTC+01:00、UTC+02:00（夏令时）。

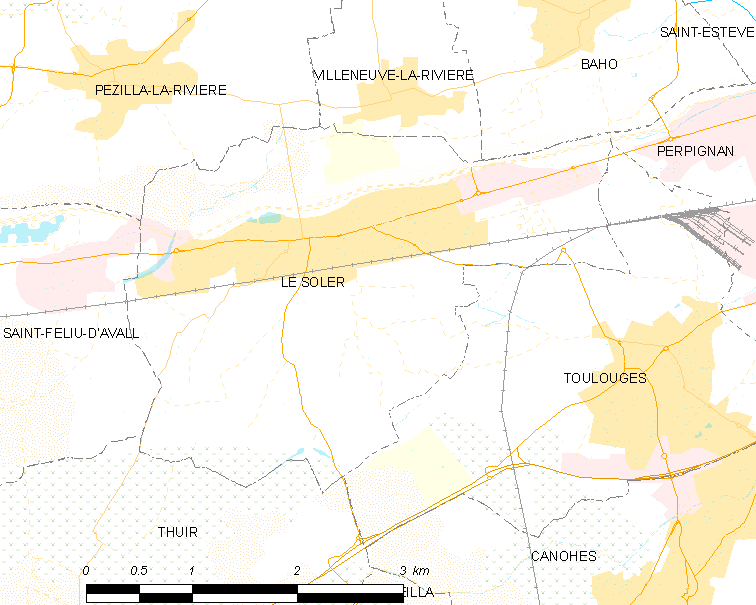
勒索莱的OSM定位图

## 行政
勒索莱的邮政编码为66270，INSEE市镇编码为66195。

## 政治
勒索莱所属的省级选区为泰特河谷县。

## 人口

1962-2008年间勒索莱人口变化图示

勒索莱于2022年1月1日时的人口数量为7896人。